# Badan Intelijen Negara
Der Badan Intelijen Negara  BIN (deutsch Staatlicher Geheimdienst) ist der Hauptnachrichtendienst Indonesiens. Der entstand durch die Umstrukturierung des Vorgängers Bakin im Jahr 2000.

## Vision und Mission
Der BIN diente in den ersten Jahren nur zur Koordinierung und Informationsaustausch im Sicherheitssystem Indonesiens. Nach den Terroranschlägen 2002 auf Bali wurden seine Kompetenzen erweitert. Laut Gesetz Nr. 17 von 2011, Artikel 10 übernimmt der BIN die Funktionen des in- und ausländischen Geheimdienstes. Nach der Erklärung des Gesetzes der Republik Indonesien Nr. 17 von 2012 muss das Personal eine professionelle, objektive und neutrale Einstellung haben. Alle Handlungen des BIN seien unparteiisch und beruhten allein auf Fakten, die nicht durch persönliche oder Gruppeninteressen beeinflusst würden und nicht von anderen Parteien abhängen, sondern ausschließlich dem Nutzen der Nation und des Staates dienen.
Der BIN soll Stabilität im nationalen Sicherheitssystem schaffen, um den Präsidenten zu unterstützen bei der Verwirklichung eines souveränen, unabhängigen und fortschrittlichen Indonesiens auf der Grundlage gegenseitiger Zusammenarbeit. Die strategischen Schritte zum Schutz aller Nationen und Gewährleistung der Sicherheit für alle Bürger will man die Qualität von Informationen verbessern, durch eine schnellen, präzisen und genauen Bereitstellung durch Optimierung der Nachrichtenaktivitäten und / oder -operationen innerhalb und außerhalb des Landes, unterstützt durch die neuesten, zuverlässigen und integrierten Nachrichtennetzwerke und Nachrichtentechnologien. Die Effektivität der Koordinierung soll zwischen staatlichen Geheimdienstverwaltern verbessert werden sowie die Zusammenarbeit mit verschiedenen Parteien im In- und Ausland.
Der BIN untersteht direkt dem Staatspräsidenten Indonesiens.

## Leiter
Der Leiter des BIN (indonesisch Kepala) führt den Geheimdienst gemäß der geltenden Gesetzen und Vorschriften und erstellt nationale und allgemeine Richtlinien in Übereinstimmung mit dessen Aufgaben. Er legt technische Richtlinien zur Umsetzung der Aufgaben des BIN fest, für die er auch die Verantwortung trägt. Die Zusammenarbeit mit anderen Diensten und Organisationen soll er fördern und umsetzen.
Erster Chef des BIN von 2001 bis 2004 war General Abdullah Mahmud Hendropriyono. Ihm folgten Generalmajor Syamsir Siregar (8. Dezember 2004 bis 22. Oktober 2009), Polizeigeneral Sutanto (22. Oktober 2009 bis 19. Oktober 2011) und Generalleutnant Marciano Norman (19. Oktober 2011  bis 6. Juli 2015). Vom 6. Juli 2015 bis 9. September 2016 führte Generalleutnant Sutiyoso den BIN und seit dem 9. September 2016 ist Polizeigeneral Budi Gunawan der Leiter des BIN.

## Das Hauptquartier
Das Hauptquartier in Südjakarta wird intern „Komplek Kasatrian Soekarno Hatta“ genannt und beherbergte bereits den Bakin, dem Vorgänger des BIN. Das Gelände ist von einem Eisenzaun umgeben. Vor dem Haupteingang steht eine Statue von den Staatsgründern Sukarno und Mohammad Hatta. General Hendropriyono ließ sie 2004 aufstellen. Der Eingang auf das Gelände befindet sich im Süden, bewacht von der GARDA, die für die innere Sicherheit zuständig ist. Das Nordtor dient nur als Zugang zur Baitul Akbar Moschee und dem BIN-Swimmingpool, der auch der Öffentlichkeit zur Verfügung steht. Zwischen dem Wohnkomplex für BIN-Mitglieder und dem Bürokomplex, der hinter einem mit Bambus bewachsenen weiteren Eisenzaun steht, befindet sich ein eisernes Schild mit der Aufschrift „For Your Eyes Only“.
Der gesamte Komplex hat eine Fläche von 26 Hektar. 17 Hektar nehmen das u-förmige Wohngebäude ein, neun das Bürogebäude. Im Wohngebäude und dem Gelände sind auch Sporteinrichtungen vorhanden, wie Fußballfelder, Tennisplätze, Volleyballplätze, Basketballplätze, Joggingstrecken und Schwimmbäder. Auch ein Schießstand findet sich auf dem Gelände. Das Schießtraining ist für jedes BIN-Mitglied obligatorisch. Für die Familien gibt es außerdem eine Spielgruppe für Kleinkinder und einen Kindergarten.